# Ich komme
"Ich komme" er en sang af den finske sangerinde Erika Vikman, skrevet og produceret af Christel Roosberg og Jori Roosberg  (Roos+Berg).
Sangen blev udgivet gennem Warner Music Finland og Mökkitie Records den 16. januar 2025 og repræsenterer Finland i Eurovision Song Contest 2025. Den nåede nummer to på den finske singlehitliste.